# Bring it!
『Bring it!』（ブリング・イット）は、2009年6月17日に発売されたPUFFYの10枚目のアルバム。

## 概要
オリジナルアルバムとしては2007年の『honeycreeper』以来、約1年9ヶ月振りの新作。25～27枚目のシングル曲、カップリング曲を含む全13曲である。「All Because Of You」のカップリング曲「フロンティアのパイオニア」は『PUFFY AMIYUMI×PUFFY』に収録され、今作には未収録となった。
初回盤は2005年のアメリカ西海岸ツアーでのライブ映像を収録したDVD付き。

## 収録曲

### CD
1. I Don't Wanna [3:26]
作詞・作曲：Butch Walker & Avril Lavigne　編曲：Butch Walker
2. マイストーリー [3:49]
作詞：PUFFY　作曲・編曲：Anders Hellgren & David Myhr
  - 26thシングル。カネボウ化粧品「Lavshuca」CMソング。
3. Bye Bye [4:46]
作詞・作曲・編曲：志村正彦
4. My Hero! [3:47]
作詞・作曲・編曲：Roger Joseph Manning Jr.
5. 主演の女 [3:13]
作詞・作曲・編曲：椎名林檎 演奏：東京事変
  - 椎名林檎のアルバム「逆輸入 〜港湾局〜」にセルフカバーされて収録。
6. DOKI DOKI [3:24]
作詞・作曲・編曲：志村正彦
  - 「日和姫」のカップリング曲。森永乳業「エスキモーMOW」CMソング。
7. Twilight Shooting Star! [3:17]
作詞・作曲：山中さわお　編曲：上田ケンジ
  - 「マイストーリー」のカップリング曲。
8. 晴れ女 [4:41]
作詞・作曲・編曲：斉藤和義
  - 森永乳業「ビヒダスヨーグルト」CMソング。
9. All Because Of You [2:25]
作詞・作曲：Butch Walker & Avril Lavigne　編曲：Butch Walker
  - 25thシングル。
10. あなたとわたし [4:43]
作詞：PUFFY　作曲・編曲：斎藤有太
11. 日和姫 [3:04]
作詞・作曲・編曲：椎名林檎 演奏：東京事変
  - 27thシングル。フジテレビ系テレビアニメ『源氏物語千年紀 Genji』オープニングテーマ。
12. Bring it on [3:37]
作詞：大貫亜美　作曲：細美武士　編曲：上田ケンジ
13. ウエディング・ベル [3:32]
作詞・作曲：古田喜昭　編曲：斎藤有太
  - Sugarのカバー曲。フジテレビ系ドラマ『婚カツ!』主題歌。

### DVD
"Hi! Hi! Puffy AmiYumi ROCK SHOW***GO WEST!!" 2005.4.27 Live@San Francisco Official Bootleg
1. 憂(UREI)
2. 赤いブランコ
3. 東京ナイツ
4. LOVE SO PURE
5. これが私の生きる道
6. Friends Forever
7. たららん
8. ジェット警察
9. 海へと
10. TEEN TITANS THEME
11. ブギウギ No.5
12. パフィーのルール
13. Hi Hi
14. アジアの純真

## 演奏
- PUFFY：Vocal & Background Vocals
- Kenny Aronoff：Drums (#1)
- Butch Walker
  - Guitars, Bass, Percussion, Programming & Background Vocals (#1.9)
  - Synthesizers (#1)
  - Keyboards (#9)
- Deryck Whibley (Sum 41)：Guitars (#1)
- Dan Chase：Percussion (#1)
- Anders Hellgren：Drums (#2)
- David Myhr：Guitar & Bass (#2)
- Erik Berggren：Guitar (#2)
- Michael Ottosson：Organ (#2)
- 城戸紘志：Drums (#3.6)
- 砂山淳一：Bass (#3)
- 名越由貴夫：Guitar (#3.7)
- 志村正彦 (フジファブリック)：Guitar & Background Vocals (#3.6)
- 金澤ダイスケ (フジファブリック)：Keyboards (#3.6)
- Victor Indrizzo：Drums (#4)
- Linus of Hollywood：Guitars & Bass (#4)
- Roger Joseph Manning Jr.：Keyboards (#4)
- John Paterno, Greg Ellis：Additional Percussion (#4)
- KOSUKE、木下裕晴、Rocky & Macky：Background Vocals (#4)
- 椎名林檎 (東京事変)：Sound Produce (#5.11)
- 伊澤一葉 (東京事変、the HIATUS)：Keyboards (#5.11)
- 浮雲 (長岡亮介) (東京事変、ペトロールズ)：Guitar (#5.11)
- 亀田誠治 (東京事変)：Bass (#5.11)
- 刃田綴色 (東京事変)：Drums (#5.11)
- 加藤慎一 (フジファブリック)：Bass (#6)
- 山内総一郎 (フジファブリック)：Guitar (#6.7)
- 中村達也：Drums (#7)
- 奥野真哉 (ソウル・フラワー・ユニオン)：Prophet-5 (#7)
- 斉藤和義：Acoustic Guitar, Electric Guitar, Electric Baritone Guitar, Synthesizer, Electric Bass, Drums, Tambourine & Background Vocals (#8)
- Josh Freese：Drums (#9)
- 古田たかし：Drums (#10.13)
- 藤井謙二 (The Birthday, ex.My Little Lover)：Guitar (#10)
- 斎藤有太
  - Organ, Harpsichord, Tambourine & Background Vocals (#10)
  - Piano (#13)
- 村田陽一：Trombone (#10.13)
- 有松益男：Drums (#12)
- 上田ケンジ：Bass (#12)
- ヒダカトオル (BEAT CRUSADERS)：Guitar (#12)
- 有賀啓雄：Bass (#13)
- 石成正人：Guitar (#13)
- 三沢またろう：Conga, Guiro, Agogo, Agosha, Ambient (#13)
- 金原千恵子、矢野晴子、栄田嘉彦、桐山なぎさ：Violin (#13)
- 大沼幸江、徳高真奈美：Viola (#13)
- 笠原あやの、前田善彦：Cello (#13)
- 西村浩二：Trumpet (#13)
- 竹野昌邦：Alto Saxophone, Flute (#13)
- 成田真樹：Manipulation (#13)